# Edin Bahtić
Pour les articles homonymes, voir Edin.
Edin Bahtić (né le 1er mai 1956 à Sarajevo en ex-Yougoslavie) est un ancien joueur international de football yougoslave (bosnien).

## Biographie
Il commence sa carrière dans l'équipe des jeunes du FK Željezničar. Il quitte ensuite son club formateur, considérant qu'il n'a pas le niveau pour évoluer avec l'équipe senior.
Il rejoint alors le club du FK Vraca à Sarajevo. Il joue ensuite une saison pour le Bosna Sarajevo avant d'être recontacté pour rejoindre son ancien club du FK Željezničar en 1978. Il joue en tout près de 250 matchs en championnat pour le club et inscrit près de 60 buts (bien qu'il n'évolue pas au poste d'attaquant mais au milieu de terrain), chez qui il reste jusqu'en 1989. 
Durant sa période bosnienne, il fait une parenthèse de la saison 1985-86 à 1986-87 dans le club grec de l'Aris Salonique.
Il finit également meilleur buteur de la coupe UEFA 1984-1985 avec sept buts à égalité avec József Szabó.
FK Željezničar atteint cette année-là les demi-finales de la coupe UEFA. Ses bons matchs pour le FK Željezničar le font être appelé en sélection yougoslave, avec qui il joue deux matchs.